# Lindsay Coleman
Lindsay Coleman, född 1978, är en australisk universitetslärare, filmproducent, historiker och kritiker. Han forskare och föreläser i första hand kring filmens historia och är verksam bland annat vid University of Melbourne och Harvard. Bland de böcker han författat eller varit redaktör för finns The Philosophy of Pornography (2016) The Many Worlds of Takahata Isao (2025).

## Biografi
Coleman föddes 1978. Han avlade 2018 sin doktorsexamen vid University of Melbourne och har skrivit om film i en mångd olika filmtidskrifter och filmvetenskapliga böcker.
Lindsay Coleman är knuten till University of Melbourne men har även föreläst vid lärosäten som Harvard. Hans forskningsfält berör bland annat japansk animation och annan film, liksom hur sex porträtteras på bioduken. 
2014 presenterades hans och Jacob M. Helds essäsamling The Philosophy of Pornography, vilken lade sitt fokus på beskrivningen av "pornifieringen" av den moderna kulturen. Här beskrivs i de olika texterna hur pornografin bidragit till att påverka uppfattningen om lust, identitet och makt hos människor och i mellanmänskliga relationer. Året efter återkom Coleman till ämnet sex på film med boken Sex and Storytelling in Modern Cinema., där betydelsen av sex i andra filmgenrer undersöks. 2018 fortsattes dessa studier via hans och Carol Siegels Intercourse in Television and Film.
Colemans intresse för japansk filmproduktion har bland annat visat sig genom Killers, Clients and Kindred Spirits från 2019, en bok som tog sig an Shohei Imamuras enligt vissa extrema och tabuöverskridande filmkonst. 2025 kom The Many Worlds of Takahata Isao, en textsamling omkring den prisbelönte regissören Isao Takahata – medgrundare till Studio Ghibli. Denna sistnämnda bok är den första monografin på engelska över Takahata.